# Fernando Romo Gutiérrez

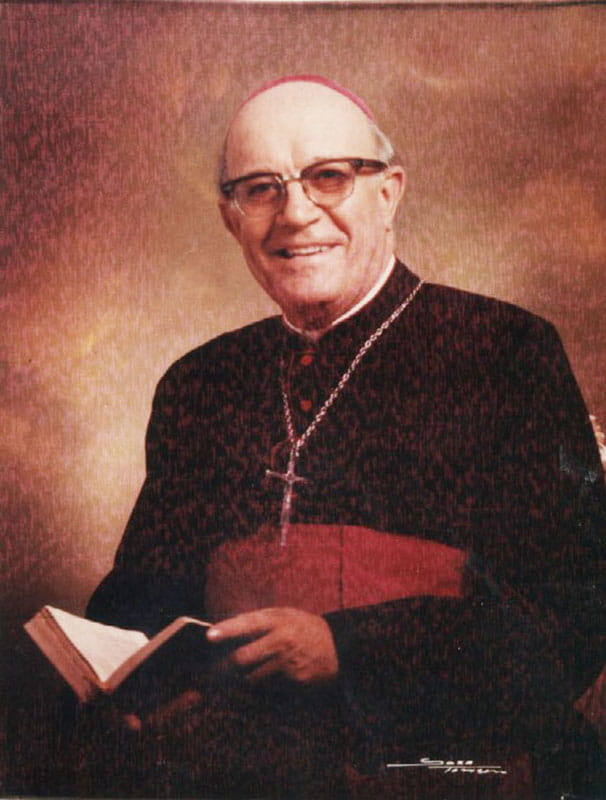
Fernando Romo Gutiérrez

Fernando Romo Gutiérrez (* 18. Juni 1915 in Guadalajara, Mexiko; † 15. Dezember 2007) war ein mexikanischer Priester. Er war von 1958 bis 1990 römisch-katholischer Bischof von Torreón.

## Leben
Fernando Romo Gutiérrez empfing am 23. März 1940 das Sakrament der Priesterweihe in Rom. Nach seinem Studium am Päpstlichen lateinamerikanischen Kolleg „Pius“ in Rom war er ab 1947 am Priesterseminar in Guadalajara tätig, ab 1952 Regens des Priesterseminars in Saltillo.
Papst Pius XII. ernannte ihn am 13. Januar 1958 zum ersten Bischof des neu gegründeten Bistums Torreón im Bundesstaat Coahuila und circa 1000 km nördlich von Mexiko-Stadt. Die Bischofsweihe spendete ihm der Apostolische Delegat in Mexiko, Erzbischof Luigi Raimondi, am 20. April desselben Jahres. Mitkonsekratoren waren der Erzbischof von Durango, José María González y Valencia, und der Bischof von Saltillo, Luis Guízar y Barragán.
Er nahm an allen vier Sitzungsperioden des Zweiten Vatikanischen Konzils als Konzilsvater teil.
Papst Johannes Paul II. nahm am 27. Juni 1990 seinen altersbedingten Rücktritt an.